# Argentodufrenoysita
L'argentodufrenoysita és un mineral de la classe dels sulfurs, que pertany al grup de la sartorita.

## Característiques
L'argentodufrenoysita és un element químic de fórmula química Ag₃Pb26As35S80. Va ser aprovada com a espècie vàlida per l'Associació Mineralògica Internacional l'any 2016. Cristal·litza en el sistema triclínic.

## Formació i jaciments
Va ser descoberta a la pedrera Lengenbach, a la comuna de Binn (Valais, Suïssa). Es tracta de l'únic indret on ha estat trobada aquesta espècie mineral.